# Peugeot DK5
Le Peugeot DK5 est un modèle de véhicule utilitaire militaire fabriqué par Peugeot pendant la Seconde Guerre mondiale. La production de ce dérivé de la Peugeot 402 est lancée en septembre 1939 pour les forces armées françaises, puis poursuivie après l'Armistice pour la Wehrmacht.

## Historique
En septembre 1939, l'Armée française, en manque de camionnettes, demande à Peugeot la réalisation dans le cadre de l'économie de guerre d'un véhicule adapté aux besoins militaires. Peugeot modifie sa camionnette MK5 sortie en 1938 et qui utilise le moteur et la cabine de la 402B. Le nouveau modèle, baptisé DK5 J, reçoit des roues jumelées à l'arrière mais sa charge utile commerciale de 1,4 t est réduite par la prudente administration militaire à 1,2 t.
La production commence rapidement et les premiers modèles sortent dès novembre 1939. Peugeot parvient même à devancer les cadences demandées et environ 6 000 camionnettes bâchées sont livrées avant l'arrivée des Allemands à Sochaux et à La Garenne en juin 1940. Ce modèle est également proposé sur le marché civil, en nombres plus réduits.
Peugeot propose également une variante ambulance, sans roues jumelées et avec caisse en tôle. Ce prototype n'est pas produit en série mais donne naissance à un fourgon tôlé radio, à roues arrière jumelées, commandé en 700 exemplaires au printemps 1940 mais trop tard pour être livrés avant la capitulation française.
La production reprend après la capitulation française, sous la direction de Volkswagen. En août 1940, sort une version à gazogène (type D5G), conçue pour le marché civil mais également achetée par les Allemands. En 1940-1941, Peugeot propose donc les variantes suivantes, :
- D5C civil, à châssis nu et cabine,
- D5CG, idem à gazogène,
- D5T civil, à plateau et cabine,
- D5HG civil, camionnette surélevée à gazogène,
- D5L civil, fourgon,
- D5A militaire, à plateau (bâché) et cabine,
- D6F militaire, fourgon,
- D6L militaire, fourgon radio,
- D6S militaire, ambulance.

La production se poursuit jusqu'en juin 1941 (et novembre 1941 pour les variantes à gazogène) puis la DK5 est remplacée par le modèle Peugeot DMA, un camion léger conçu spécialement pour l'Armée française et livré aux Allemands.
Après la Libération, quelques DK5J sont construites dans les usines Peugeot, à partir de pièces laissées par les Allemands.
Au total, plus de 14 500 DK5 sont produites, dont 2 000 équipées d'un gazogène.

## Usage

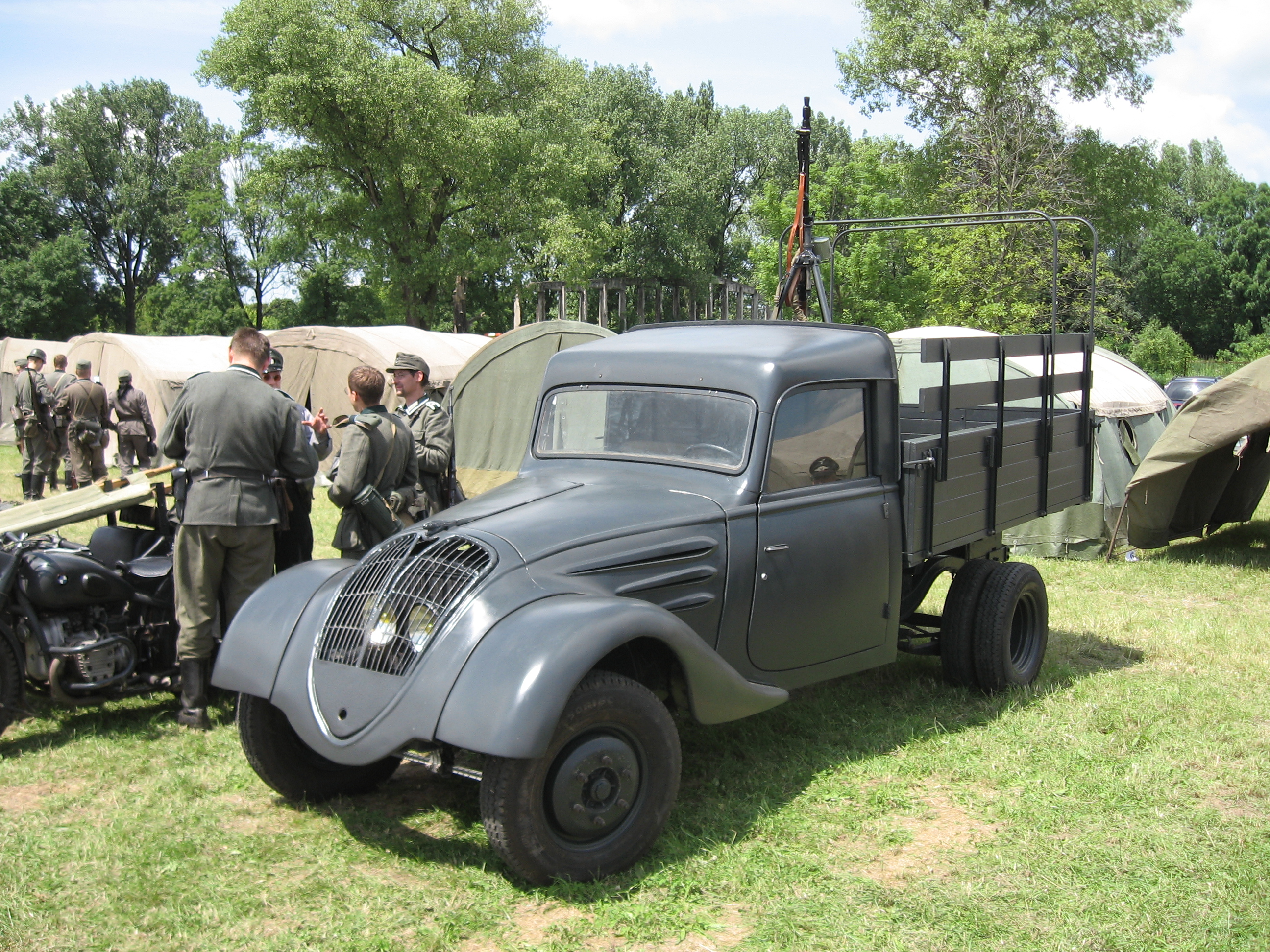
Un DK 5 J (sans auvent) en 2010, aux couleurs de la Wehrmacht.

Pendant la bataille de France, les DK5 J donnent satisfaction, les militaires appréciant sa nervosité et ses relativement bonnes capacités tout-terrain permises par son faible poids. Les DK5 J sont utilisées comme véhicules tactiques par les unités françaises, le 11e régiment étranger d'infanterie utilisant ainsi en juin 1940 une camionnette pour motoriser chaque groupe de combat.
Les Allemands utiliseront leurs DK5 sur les différents fronts de la Seconde Guerre mondiale, sur le front de l'Est, en Afrique du Nord, en Italie et en Europe de l'Ouest.

## Conception
Le DK5 J est équipé du moteur à essence Peugeot THU2,, quatre cylindres 83 × 99 mm en ligne, soupapes en tête. Ce moteur développe 45 ch à 3 000 tr/min et permet à la version bâchée d'atteindre la vitesse de 70 km/h.
La charge utile est de 1 200 kg pour les militaires et 1 400 kg pour les civils tandis que le poids mort en ordre de marche est de 1 850 kg.
La cabine est surmontée d'un auvent qui sert de coffre de rangement pour le paquetage des conducteurs. Cet auvent (ou capucine) est, sur les premières versions, soudé sur le toit de la cabine. À partir de janvier 1940, l'auvent est directement produit par emboutissage et s'intègre dans les courbes de la cabine.